# Siboniso Maseko
Siboniso Maseko (ur. 20 października 1977) – suazyjski piłkarz występujący na pozycji pomocnika, siedmiokrotny reprezentant afrykańskiego państwa Eswatini, w którym to grał w latach 2001-2011.

## Kariera klubowa
Siboniso Maseko karierę klubową rozpoczął w 2001 roku w rodzimym klubie Green Mamba FC, w którym grał dwa sezony. Następnie przeniósł się do Midas City FC, w którym grał do 2015 roku.

## Kariera reprezentacyjna
Siboniso Maseko grał w reprezentacji w latach 2001-2011; rozegrał w reprezentacji siedem oficjalnych spotkań, w których nie strzelił ani jednego gola.